# Svätý Peter
Svätý Peter (Hongaars:Komáromszentpéter) is een Slowaakse gemeente in de regio Nitra, en maakt deel uit van het district Komárno.
Svätý Peter telt 2611 inwoners.